# Polygonum bistorta
A Polygonum bistorta é uma espécie de planta com flor, pertencente à família das Poligonáceas, caracterizada pelo rizoma retorcido, que lhe vale o epiteto específico e o nome comum de bistorta. Destaca-se ainda pelo caule vertical, pelas folhas hirsutas e pelas flores de cor-de-rosa, que se lhe agrupam em espiga.
A autoridade científica da espécie é L., tendo sido publicada em Species Plantarum 1: 360. 1753.

## Nomes comuns
É ainda designada colubrina (não confundir com as espécies do género Colubrina ou com a Bryonia dioica, que também partilham deste nome).

## Portugal
Trata-se de uma espécie presente no território português, nomeadamente os seguintes táxones infraespecíficos:
- Polygonum bistorta subsp. bistorta - presente em Portugal Continental. Em termos de naturalidade é nativa da região atrás referida. Não se encontra protegida por legislação portuguesa ou da Comunidade Europeia.